# Campiglossa cain
Campiglossa cain är en tvåvingeart som först beskrevs av Erich Martin Hering 1937.  Campiglossa cain ingår i släktet Campiglossa och familjen borrflugor.
Artens utbredningsområde är Etiopien. Inga underarter finns listade.